# Santiago Bonilla
Santiago Joaquín del Socorro Bonilla Quesada (Heredia, 3 de abril de 1911 - San José, 30 de marzo de 1993) fue un futbolista y entrenador costarricense.

## Trayectoria
Inició su carrera en 1928 con el Club Sport Herediano, equipo con el que se proclamaría campeón en las temporadas 1930, 1931, 1932 y 1933, siendo parte del primer equipo en Costa Rica en obtener el tetracampeonato.  En 1934 pasaría a  formar parte del Hispano de Nueva York, y posteriormente se vincularía a la  Primera División de México para militar con equipos como el Club de Fútbol Asturias, el Club Deportivo Marte y el Club de Fútbol Monterrey; siendo este último equipo con el que se mantendría hasta su retiro en 1948.
Como director técnico dirigió al Club Sport Herediano, Club Sport Uruguay de Coronado, Orión FC, Club Sport Cartaginés, Asociación Deportiva Filial Club UCR y Limón Fútbol Club en Costa Rica, así como al Club Deportivo Marte de México. Su mayores logros como entrenador fueron los títulos de campeón de la Primera División de Costa Rica obtenidos con el Club Sport Herediano en la temporada Campeonato de Fútbol de Costa Rica 1955 y con el Club Sport Uruguay de Coronado en la temporada  Campeonato de Fútbol de Costa Rica 1963. También dirigió a la selecciones nacionales de Costa Rica en 1950 y Nicaragua en 1953.
Su máxima distinción individual es su incorporación a la Galería Costarricense del Deporte en 1982.

## Clubes

### Como jugador
| Club             | País           | Año       |
| ---------------- | -------------- | --------- |
| C.S Herediano    | Costa Rica     | 1928-1933 |
| Brooklyn Hispano | Estados Unidos | 1935      |
| C.F Asturias     | México         | 1938      |
| C.D Marte        | México         | 1942-1943 |
| C.F Monterrey    | México         | 1948      |

### Como técnico
| Club                    | País       | Año  |
| ----------------------- | ---------- | ---- |
| C.D Marte               | México     | ?    |
| Costa Rica              | Costa Rica | 1950 |
| Nicaragua               | Nicaragua  | 1953 |
| C.S Herediano           | Costa Rica | 1955 |
| C.S Uruguay de Coronado | Costa Rica | 1963 |
| Orión FC                | Costa Rica | ?    |
| C.S Cartaginés          | Costa Rica | ?    |
| A.D Filial Club UCR     | Costa Rica | ?    |
| A.D Limonense           | Costa Rica | ?    |

## Palmarés

### Como jugador

#### Títulos nacionales
| Título                         | Club          | País       | Año  |
| ------------------------------ | ------------- | ---------- | ---- |
| Primera División de Costa Rica | C.S Herediano | Costa Rica | 1930 |
| Primera División de Costa Rica | C.S Herediano | Costa Rica | 1931 |
| Primera División de Costa Rica | C.S Herediano | Costa Rica | 1932 |
| Primera División de Costa Rica | C.S Herediano | Costa Rica | 1933 |

### Como entrenador

#### Títulos nacionales
| Título                         | Club                    | País       | Año  |
| ------------------------------ | ----------------------- | ---------- | ---- |
| Primera División de Costa Rica | C.S Herediano           | Costa Rica | 1955 |
| Primera División de Costa Rica | C.S Uruguay de Coronado | Costa Rica | 1963 |